# Entetraommatus
Entetraommatus is een kevergeslacht uit de familie van de boktorren (Cerambycidae). De wetenschappelijke naam van het geslacht werd voor het eerst geldig gepubliceerd in 1940 door Fisher.

## Soorten
Entetraommatus omvat de volgende soorten:
- Entetraommatus imbecillus Holzschuh, 1998
- Entetraommatus quercicola Fisher, 1940